# Chambray
Chambray és un municipi francès situat al departament de l'Eure i a la regió de Normandia. L'any 2007 tenia 458 habitants.

## Demografia

### Població
El 2007 la població de fet de Chambray era de 458 persones. Hi havia 174 famílies, de les quals 37 eren unipersonals (12 homes vivint sols i 25 dones vivint soles), 59 parelles sense fills, 74 parelles amb fills i 4 famílies monoparentals amb fills.
La població ha evolucionat segons el següent gràfic:
Habitants censats

### Habitatges
El 2007 hi havia 220 habitatges, 178 eren l'habitatge principal de la família, 31 eren segones residències i 11 estaven desocupats. Tots els 219 habitatges eren cases. Dels 178 habitatges principals, 153 estaven ocupats pels seus propietaris, 20 estaven llogats i ocupats pels llogaters i 5 estaven cedits a títol gratuït; 1 tenia una cambra, 8 en tenien dues, 20 en tenien tres, 38 en tenien quatre i 111 en tenien cinc o més. 143 habitatges disposaven pel capbaix d'una plaça de pàrquing. A 83 habitatges hi havia un automòbil i a 88 n'hi havia dos o més.

### Piràmide de població
La piràmide de població per edats i sexe el 2009 era:
| Homes | Edats   | Dones |
| ----- | ------- | ----- |
| 0     | 95 o +  | 0     |
| 0     | 90 a 94 | 4     |
| 2     | 85 a 89 | 1     |
| 0     | 80 a 84 | 1     |
| 3     | 75 a 79 | 8     |
| 8     | 70 a 74 | 6     |
| 13    | 65 a 69 | 10    |
| 8     | 60 a 64 | 15    |
| 14    | 55 a 59 | 9     |
| 14    | 50 a 54 | 14    |
| 15    | 45 a 49 | 10    |
| 16    | 40 a 44 | 20    |
| 16    | 35 a 39 | 16    |
| 10    | 30 a 34 | 23    |
| 14    | 25 a 29 | 7     |
| 4     | 20 a 24 | 4     |
| 11    | 15 a 19 | 12    |
| 7     | 10 a 14 | 13    |
| 12    | 5 a 9   | 13    |
| 15    | 0 a 4   | 5     |

## Economia
El 2007 la població en edat de treballar era de 288 persones, 240 eren actives i 48 eren inactives. De les 240 persones actives 222 estaven ocupades (116 homes i 106 dones) i 18 estaven aturades (10 homes i 8 dones). De les 48 persones inactives 17 estaven jubilades, 16 estaven estudiant i 15 estaven classificades com a «altres inactius».

### Ingressos
El 2009 a Chambray hi havia 171 unitats fiscals que integraven 445,5 persones, la mediana anual d'ingressos fiscals per persona era de 23.236 €.

### Activitats econòmiques
Dels 23 establiments que hi havia el 2007, 1 era d'una empresa alimentària, 6 d'empreses de construcció, 3 d'empreses de comerç i reparació d'automòbils, 1 d'una empresa de transport, 2 d'empreses d'hostatgeria i restauració, 1 d'una empresa d'informació i comunicació, 2 d'empreses immobiliàries, 4 d'empreses de serveis, 1 d'una entitat de l'administració pública i 2 d'empreses classificades com a «altres activitats de serveis».
Dels 6 establiments de servei als particulars que hi havia el 2009, 1 era una oficina de correu, 2 guixaires pintors, 1 lampisteria i 2 restaurants.
Dels 3 establiments comercials que hi havia el 2009, 1 era una botiga de menys de 120 m², 1 una llibreria i 1 una botiga d'electrodomèstics.
L'any 2000 a Chambray hi havia 6 explotacions agrícoles que ocupaven un total de 543 hectàrees.

## Equipaments sanitaris i escolars
El 2009 hi havia una escola elemental integrada dins d'un grup escolar amb les comunes properes formant una escola dispersa.

## Poblacions més properes
El següent diagrama mostra les poblacions més properes.